# Puchar Interkontynentalny w Lekkoatletyce 2018 – skok wzwyż kobiet
Skok wzwyż kobiet – jedna z konkurencji technicznych rozgrywana w ramach lekkoatletycznyego pucharu interkontynentalnego na Stadionie miejskim w Ostrawie-Witkowicach.

## Terminarz
Źródło: worldathletics.org.
| Data       | Godzina |
| ---------- | ------- |
| 9 września | 14:43   |

## Rekordy
Tabela prezentuje rekord świata, rekord pucharu interkontynentalnego, rekordy kontynentów oraz najlepszy wynik na listach światowych w sezonie 2018 przed rozpoczęciem mistrzostw.
|                                     | Zawodniczka        | Wynik | Miejsce    | Data                  |
| ----------------------------------- | ------------------ | ----- | ---------- | --------------------- |
| Rekord świata                       | Stefka Kostadinowa | 2,09  | Rzym       | 30 sierpnia 1987(dts) |
| Listy światowe                      | Marija Łasickiene  | 2,04  | Paryż      | 30 czerwca 2018(dts)  |
| Rekord pucharu interkontynentalnego | Blanka Vlašić      | 2,05  | Split      | 5 września 2010(dts)  |
| Rekord Afryki                       | Hestrie Cloete     | 2,06  | Paryż      | 31 sierpnia 2003(dts) |
| Rekord Ameryki Południowej          | Solange Witteveen  | 1,96  | Oristano   | 8 września 1997(dts)  |
| Rekord Ameryki Północnej            | Chaunté Howard     | 2,05  | Des Moines | 26 czerwca 2010(dts)  |
| Rekord Australii i Oceanii          | Vanessa Ward       | 1,98  | Perth      | 12 lutego 1989(dts)   |
| Rekord Australii i Oceanii          | Alison Inverarity  | 1,98  | Ingolstadt | 17 lipca 1994(dts)    |
| Rekord Azji                         | Marina Aitowa      | 1,99  | Ateny      | 13 lipca 2009(dts)    |
| Rekord Europy                       | Stefka Kostadinowa | 2,09  | Rzym       | 30 sierpnia 1987(dts) |

## Rezultaty
Źródło: worldathletics.org.
| Pozycja | Zawodniczka                | Drużyna        | 1,62 | 1,67 | 1,72 | 1,77 | 1,82 | 1,87 | 1,91 | 1,93 | 1,95 | 1,97 | 2,00 | 2,05 | Rezultat | Punkty | Uwagi |
| ------- | -------------------------- | -------------- | ---- | ---- | ---- | ---- | ---- | ---- | ---- | ---- | ---- | ---- | ---- | ---- | -------- | ------ | ----- |
| 1.      | Marija Łasickiene          | Europa         | –    | –    | –    | –    | o    | o    | o    | o    | o    | xxo  | o    | xxx  | 2,00     | 8      |       |
| 2.      | Svetlana Radzivil          | Azja i Oceania | –    | –    | –    | o    | o    | o    | o    | xxo  | o    | xxx  |      |      | 1,95     | 7      |       |
| 3.      | Levern Spencer             | Ameryka        | –    | –    | –    | –    | o    | o    | xo   | xo   | xx–  | x    |      |      | 1,93     | 6      |       |
| 4.      | Marie-Laurence Jungfleisch | Europa         | –    | –    | –    | o    | o    | xo   | xo   | xxx  |      |      |      |      | 1,91     | 5      |       |
| 5.      | Nicola McDermott           | Azja i Oceania | –    | –    | –    | –    | o    | xxo  | xxx  |      |      |      |      |      | 1,87     | 4      |       |
| 6.      | Inika McPherson            | Ameryka        | –    | –    | –    | –    | o    | xxx  |      |      |      |      |      |      | 1,82     | 3      |       |
| 7.      | Erika Seyama               | Afryka         | o    | xo   | xxo  | xo   | xxx  |      |      |      |      |      |      |      | 1,77     | 2      | SB    |
| 8.      | Hoda Hagras                | Afryka         | o    | o    | o    | xxx  |      |      |      |      |      |      |      |      | 1,72     | 1      | SB    |

## Klasyfikacja drużynowa
Źródło:
| Miejsce | Drużyna        | Punkty indywidualne | Punkty drużynowe        |
| ------- | -------------- | ------------------- | ----------------------- |
| 1.      | Europa         | 13                  | 16 (wykorzystany joker) |
| 2.      | Azja i Oceania | 11                  | 6                       |
| 3.      | Ameryka        | 9                   | 4                       |
| 4.      | Afryka         | 3                   | 2                       |